# 三好康児
三好 康児（みよし こうじ、1997年3月26日 - ）は、神奈川県川崎市多摩区出身のプロサッカー選手。2.ブンデスリーガ・VfLボーフム所属。ポジションはミッドフィールダー（MF）。元日本代表。

## 来歴

### プロ入り前
兄の影響で小学校1年の時にサッカーを始めた。2007年、小学校5年から川崎フロンターレの下部組織に所属。中学校2年時には飛び級で、U-18のチームでプレーした。2014年8月、2015年シーズンからのトップチーム昇格内定が発表された。2014年9月、トップチームに2種登録選手として選手登録。

### 川崎フロンターレ
2015年、川崎フロンターレのトップチームに板倉滉とともに昇格。2015年4月4日のJ1リーグ1stステージ第4節アルビレックス新潟戦において、後半ロスタイムに途中交代で出場し、プロ初出場を果たした。2016年7月2日のJ1リーグ2ndステージ第1節ベガルタ仙台戦において、途中出場の後半42分にJ1初得点を挙げるなど、2ndステージだけで4得点を挙げた。
2017年、新体制発表会で昨年まで所属していた大久保嘉人が付けていた背番号13に背番号を変更したことが発表された。10月8日、ルヴァンカップ準決勝2ndレグのベガルタ仙台戦では2得点を決めて決勝進出に貢献した。

### 北海道コンサドーレ札幌
2018年より北海道コンサドーレ札幌に期限付き移籍で加入。4月14日、第8節の柏レイソル戦では2アシストの活躍で勝利に貢献した。9月29日、第28節のサガン鳥栖戦で移籍後初ゴールを決めた。

### 横浜F・マリノス
2019年より横浜F・マリノスに期限付き移籍で加入。2月23日、開幕戦のガンバ大阪戦で移籍後初得点を決めて勝利に貢献した。5月18日、第12節のヴィッセル神戸戦ではスタメンから外れたが、途中出場から2得点の活躍を見せた。8月15日、海外移籍を前提に横浜との契約を解除することが発表された。

### ロイヤル・アントワープFC
2019年8月20日、ベルギー1部のロイヤル・アントワープFCに期限付きで移籍することが発表された。9月15日、第7節のアンデルレヒト戦で途中出場から移籍後初ゴールを決めた。怪我の影響でリーグ戦は14試合のみの出場となるが、2020年3月28日に来季より期限付きから完全移籍で加入することが発表された。
2020年10月2日、第8節のKVメヘレン戦で新シーズン初先発を果たすと今季初ゴールを決めた。10月23日、UEFAヨーロッパリーグ開幕戦のPFCルドゴレツ・ラズグラド戦ででELデビューを果たした。

### バーミンガム・シティFC
2023年6月22日、フリーでイングランド・チャンピオンシップに所属するバーミンガム・シティFCに移籍し、2年契約を締結した。

### VfLボーフム
2024年8月30日、ブンデスリーガのVfLボーフムに移籍が決定。契約期間は2028年夏までの4年間で、背番号は「23」に決定した。

### 日本代表

#### 年代別代表
2011年より各年代別の日本代表に選出され、2013年には2013 FIFA U-17ワールドカップのメンバー入りを果たした。U-17W杯では3試合に先発出場し、チームの16強入りに貢献した。2016年にはAFC U-19選手権の代表に選出された。2021年には東京オリンピックの代表メンバーに選出された。

#### 日本代表（A代表）
2019年5月24日、コパ・アメリカに臨む東京五輪世代中心で構成された日本代表に初選出された。6月18日、コパ・アメリカ初戦のチリ戦で途中出場し、日本代表デビューを果たした。6月21日、コパ・アメリカ第2戦のウルグアイ戦で先発出場し、日本代表初ゴールを含む2得点を決め、公式のMOMにも選ばれた。

## 所属クラブ
ユース経歴
- 2003年 - 2006年 中野島FC（川崎市立中野島小学校）
- 2007年 - 2008年 川崎フロンターレU-12（川崎市立中野島小学校）
- 2009年 - 2011年 川崎フロンターレU-15（川崎市立中野島中学校）
- 2012年 - 2014年 川崎フロンターレU-18（神奈川県立新城高等学校）
  - 2014年9月 - 同年12月 川崎フロンターレ（2種登録選手）

プロ経歴
- 2015年 - 2020年7月 川崎フロンターレ
  - 2015年 Jリーグ・アンダー22選抜
  - 2018年 北海道コンサドーレ札幌（期限付き移籍）
  - 2019年 - 同年8月 横浜F・マリノス（期限付き移籍）
  - 2019年8月 - 2020年6月 ロイヤル・アントワープFC（期限付き移籍）
- 2020年7月 - 2023年6月 ロイヤル・アントワープFC
- 2023年7月 - 2024年8月 バーミンガム・シティFC
- 2024年8月 - VfLボーフム

## 個人成績
| 国内大会個人成績 | 国内大会個人成績       | 国内大会個人成績 | 国内大会個人成績 | 国内大会個人成績 | 国内大会個人成績 | 国内大会個人成績 | 国内大会個人成績 | 国内大会個人成績 | 国内大会個人成績 | 国内大会個人成績 | 国内大会個人成績 |
| 年度             | クラブ                 | 背番号           | リーグ           | リーグ戦         | リーグ戦         | リーグ杯         | リーグ杯         | オープン杯       | オープン杯       | 期間通算         | 期間通算         |
| 年度             | クラブ                 | 背番号           | リーグ           | 出場             | 得点             | 出場             | 得点             | 出場             | 得点             | 出場             | 得点             |
| 日本             | 日本                   | 日本             | 日本             | リーグ戦         | リーグ戦         | リーグ杯         | リーグ杯         | 天皇杯           | 天皇杯           | 期間通算         | 期間通算         |
| ---------------- | ---------------------- | ---------------- | ---------------- | ---------------- | ---------------- | ---------------- | ---------------- | ---------------- | ---------------- | ---------------- | ---------------- |
| 2015             | 川崎                   | 26               | J1               | 3                | 0                | 2                | 0                | 0                | 0                | 5                | 0                |
| 2016             | 川崎                   | 26               | J1               | 15               | 4                | 4                | 0                | 5                | 0                | 24               | 4                |
| 2017             | 川崎                   | 13               | J1               | 13               | 1                | 2                | 2                | 1                | 0                | 16               | 3                |
| 2018             | 札幌                   | 41               | J1               | 26               | 3                | 0                | 0                | 2                | 1                | 28               | 4                |
| 2019             | 横浜FM                 | 41               | J1               | 19               | 3                | 4                | 0                | 2                | 0                | 25               | 3                |
| ベルギー         | ベルギー               | ベルギー         | ベルギー         | リーグ戦         | リーグ戦         | リーグ杯         | リーグ杯         | ベルギー杯       | ベルギー杯       | 期間通算         | 期間通算         |
| 2019-20          | ロイヤル・アントワープ | 19               | ジュピラー       | 14               | 1                | -                | -                | 2                | 2                | 16               | 3                |
| 2020-21          | ロイヤル・アントワープ | 19               | ジュピラー       | 18               | 2                | -                | -                | 1                | 0                | 19               | 2                |
| 2021-22          | ロイヤル・アントワープ | 19               | ジュピラー       | 21               | 1                | -                | -                | 0                | 0                | 21               | 1                |
| 2022-23          | ロイヤル・アントワープ | 19               | ジュピラー       | 10               | 1                | -                | -                | 0                | 0                | 10               | 1                |
| イングランド     | イングランド           | イングランド     | イングランド     | リーグ戦         | リーグ戦         | FLカップ         | FLカップ         | FAカップ         | FAカップ         | 期間通算         | 期間通算         |
| 2023-24          | バーミンガム・シティ   | 11               | EFL              | 43               | 6                | 2                | 0                | 3                | 1                | 48               | 7                |
| 2024-25          | バーミンガム・シティ   | 11               | リーグ1          | 3                | 0                | 1                | 0                | -                | -                | 4                | 0                |
| ドイツ           | ドイツ                 | ドイツ           | ドイツ           | リーグ戦         | リーグ戦         | リーグ杯         | リーグ杯         | DFBポカール      | DFBポカール      | 期間通算         | 期間通算         |
| 2024-25          | VfLボーフム            | 23               | ブンデス1部      | 15               | 1                | -                | -                | -                | -                | 15               | 1                |
| 通算             | 日本                   | 日本             | J1               | 76               | 11               | 12               | 2                | 10               | 1                | 98               | 14               |
| 通算             | ベルギー               | ベルギー         | ジュピラー       | 63               | 5                | -                | -                | 3                | 2                | 66               | 7                |
| 通算             | イングランド           | イングランド     | EFL              | 43               | 6                | 2                | 0                | 3                | 1                | 48               | 7                |
| 通算             | イングランド           | イングランド     | リーグ1          | 3                | 0                | 1                | 0                | -                | -                | 4                | 0                |
| 通算             | ドイツ                 | ドイツ           | ブンデス1部      | 15               | 1                | -                | -                | -                | -                | 15               | 1                |
| 総通算           | 総通算                 | 総通算           | 総通算           | 200              | 23               | 15               | 2                | 16               | 4                | 231              | 29               |

- 2014年は2種登録選手としての出場はなし。

その他の公式戦
| 2015   | J-22   | -      | J3     | 8 | 1 | 8 | 1 |
| 通算   | 日本   | 日本   | J3     | 8 | 1 | 8 | 1 |
| 総通算 | 総通算 | 総通算 | 総通算 | 8 | 1 | 8 | 1 |

- 2016年
  - Jリーグチャンピオンシップ 1試合0得点

その他の公式戦
- 2021年
  - ベルギーリーグ・プレーオフ 5試合1得点
- 2022年
  - ベルギーリーグ・プレーオフ 4試合0得点

| 国際大会個人成績 | 国際大会個人成績       | 国際大会個人成績 | 国際大会個人成績 | 国際大会個人成績 |
| 年度             | クラブ                 | 背番号           | 出場             | 得点             |
| AFC              | AFC                    | AFC              | ACL              | ACL              |
| ---------------- | ---------------------- | ---------------- | ---------------- | ---------------- |
| 2017             | 川崎                   | 13               | 4                | 0                |
| UEFA EL          | UEFA EL                | UEFA EL          | UEFA EL          | UEFA EL          |
| 2020-21          | ロイヤル・アントワープ | 19               | 8                | 0                |
| 2021-22          | ロイヤル・アントワープ | 19               | 3                | 0                |
| 通算             | AFC                    | AFC              | 4                | 0                |
| 通算             | UEFA                   | UEFA             | 11               | 0                |

- 2021年
  - UEFAヨーロッパリーグプレーオフ 2試合2得点
- 2022年
  - UEFAヨーロッパカンファレンスリーグプレーオフ 5試合0得点

## タイトル

### クラブ
川崎フロンターレU-18
- 高円宮杯U-18サッカーリーグ プリンスリーグ関東2部：1回 (2013年)

川崎フロンターレ
- J1リーグ：1回（2017年）

ロイヤル・アントワープ
- ベルギー・カップ : 1回 (2022-23)

### 代表
U-16日本代表
- AFF U-16ユース選手権 (2012年)

U-19日本代表
- AFC U-19選手権（2016年）

### 個人
- TAG Heuer YOUNG GUNS AWARD：2回（2017年、2018年）

## 代表歴

### 出場大会
- U-15日本代表
  - AFC U-16選手権2012 (予選)（2011年）
- U-16日本代表
  - 2012 AFF U-16ユース選手権（2012年）
  - AFC U-16選手権2012（2012年）
  - 第14回豊田国際ユースサッカー大会（2013年）
- U-17日本代表
  - 2013 FIFA U-17ワールドカップ（2013年）
- U-18日本代表
  - SBSカップ国際ユースサッカー（2015年）
  - 長安フォードカップ（2015年）
- U-19日本代表
  - Panda Cup 2016（2016年）
  - AFC U-19選手権2016（2016年）
- U-20日本代表
  - ドイツ遠征（2017年）
  - FIFA U-20ワールドカップ（2017年）
  - AFC U-23選手権2018 (予選)（2017年）
- U-21日本代表
  - AFC U-23選手権（2018年）
  - スポーツ・フォー・トゥモロー（SFT）プログラム 南米・日本U-21サッカー交流（2018年）
  - トゥーロン国際大会（2018年）
  - アジア競技大会（2018年）
  - ドバイカップU-23（2018年）
- U-22日本代表
  - AFC U-23選手権2020 (予選)（2019年）
  - ブラジル遠征（2019年）
  - キリンチャレンジカップ（2019年）
- U-24日本代表
  - SAISON CARD CUP 2021（2021年）
  - 東京オリンピック（2021年）
- 日本代表
  - コパ・アメリカ2019（2019年）

### 試合数
- 国際Aマッチ 5試合 2得点（2019年 - 2020年）

| 日本代表 | 国際Aマッチ | 国際Aマッチ |
| 年       | 出場        | 得点        |
| -------- | ----------- | ----------- |
| 2019     | 3           | 2           |
| 2020     | 2           | 0           |
| 2021     | 0           | 0           |
| 通算     | 5           | 2           |

### 出場
| No. | 開催日         | 開催都市       | スタジアム                 | 対戦国     | 結果 | 監督   | 大会               |
| --- | -------------- | -------------- | -------------------------- | ---------- | ---- | ------ | ------------------ |
| 1.  | 2019年6月17日  | サンパウロ     | エスタジオ・ド・モルンビー | チリ       | ●0-4 | 森保一 | コパ・アメリカ2019 |
| 2.  | 2019年6月20日  | ポルトアレグレ | アレーナ・ド・グレミオ     | ウルグアイ | △2-2 | 森保一 | コパ・アメリカ2019 |
| 3.  | 2019年6月24日  | ベロオリゾンテ | エスタジオ・ミネイロン     | エクアドル | △1-1 | 森保一 | コパ・アメリカ2019 |
| 4.  | 2020年11月13日 | グラーツ       | メルクール・アレーナ       | パナマ     | ○1-0 | 森保一 | 国際親善試合       |
| 5.  | 2020年11月17日 | グラーツ       | メルクール・アレーナ       | メキシコ   | ●0-2 | 森保一 | 国際親善試合       |

### ゴール
| #  | 開催年月日    | 開催地                                 | 対戦国     | 勝敗 | 試合概要           |
| -- | ------------- | -------------------------------------- | ---------- | ---- | ------------------ |
| 1. | 2019年6月21日 | ポルトアレグレ、アレーナ・ド・グレミオ | ウルグアイ | △2-2 | コパ・アメリカ2019 |
| 2. | 2019年6月21日 | ポルトアレグレ、アレーナ・ド・グレミオ | ウルグアイ | △2-2 | コパ・アメリカ2019 |